# Helicodiscus diadema
Helicodiscus diadema es una especie de molusco gasterópodo de la familia Endodontidae en el orden de los Stylommatophora.

## Distribución geográfica
Es  endémica de los Estados Unidos.